# Flora Springer
Flora Springer (auch Flore Springer-Velaerts; * 1909; † 20. August 1943 in Berlin-Plötzensee) war eine Résistance-Kämpferin der Roten Kapelle.

## Leben
Flora Velaerts heiratete Isidor Springer, einen Diamantenhändler aus Brüssel und Verbindungsmann zwischen Leopold Trepper und Anatoli Markowitsch Gurewitsch. Beide gehörten zur Gruppe in Lyon. Flora wurde am 19. Dezember 1942 verhaftet. Sie wurde im März 1943 zum Tode verurteilt und am 20. August 1943 in Berlin-Plötzensee hingerichtet.